# Стефани Белгийска
Стефани Клотилда Луиз Хермини Мари Шарлот Белгийска (* 21 май 1864, Лакен; † 23 август 1945, Панонхалма) е белгийска принцеса, съпруга на принц Рудолф, кронпринц на Австро-Унгарската империя. 
Тя е втората дъщеря на белгийския крал Леополд II и на съпругата му Мария-Хенриета Австрийска. 
Омъжва се във Виена на 10 май 1881 г. за Рудолф и имат едно дете, ерцхерцогиня Елизабет Мария. Бракът на Стефани и Рудолф е неуспешен, защото той, депресиран и разочарован от политиката, има многобройни извънбрачни връзки и се заразява с венерическа болест (сифилис), която предава на жена си, правейки я неспособна да зачене отново. През ноември 1888 г. кронпринцът се запознава с очарователната 17-годишна баронеса Мери фон Ветсера, с която започва любовна връзка. На 30 януари 1889 г. сутринта двамата са открити простреляни в ловната хижа на принца в Майерлинг, като заключението на лекарите е самоубийство. 
След единадесет години вдовство през 1900 г. Стефани се жени отново за граф Елемер Лоняй де Наги-Лоня и Васарош-Намени, унгарски благородник от по-нисък ранг, за което е изключена от Камарата на Австро-Унгария. Този втори съюз обаче се оказва щастлив. След смъртта на баща си през 1909 г. Стефани заедно с по-голямата си сестра Луиз завеждат иск в белгийските съдилища дела за наследството, от което и двете смятат, че са били лишени. 
До Втората световна война граф и графиня Лоняй (издигнати в княжески ранг през 1917 г.) прекарват мирно живота си в имението Русовце в днешна Словакия. 
През 1935 г. Стефани публикува своите мемоари, озаглавени „Je devais être impératrice“ („Трябваше да бъда императрица“). През 1944 г. тя лишава от наследство дъщеря си, която се развежда, за да живее с депутат социалист. Стефани не е виждала дъщеря си от 1925 г. Пристигането на Червената армия през април 1945 г., в края на войната, принуждава Стефани и съпруга ѝ да напуснат тяхната резиденция и да потърсят убежище в абатството Панонхалма в Унгария. Стефани почива от инсулт в абатството по-късно същата година.

## Ранни години
Стефани е третото дете на херцога (бъдещия крал Леополд II) и херцогинята на Брабант Мария-Хенриета Австрийска. Техният брак е уреден през 1853 г. по политически причини от семействата им, въпреки че двамата имат почти напълно противоположни интереси: херцогът на Брабант не се интересува от семейния живот и е запален по политическите и икономически проблеми в кралството, което предстои да управлява, докато Мария Хенриета е млада жена, отдадена на религията и се интересува от конна езда, кучета и музика.
Стефани е родена в двореца Лакен на 21 май 1864 г., родителите ѝ я кръщават още в деня на раждането ѝ. Официалното кръщение е на 25 юни на церемония в параклиса на двореца, където тя получава имената „Стефани Клотилда Луиза Хермини Мария Шарлота“. Първите ѝ две имена са в чест на кръстниците: чичо ѝ по майчина линия, ерцхерцог Стефан Австрийски, палатин (титулярен наместник на императора) на Унгария, и нейната леля по брак принцеса Клотилд от рода Сакс-Кобург и Гота. След церемонията е даден гала обяд за присъстващите 60 души.
Стефани има по-големи сестра Луиза (родена на 18 февруари 1858 г.) и брат Леополд, граф на Ено (роден на 12 юни 1859 г.).
На 10 декември 1865 г. след 34 години управление умира  крал Леополд I, основател на белгийската династия. На трона се възкачва бащата на Стефани под името Леополд II, а брат ѝ Леополд приема титлата „Херцог на Брабант“ като нов престолонаследник.

### Семейна и династична драма
През пролетта на 1868 г. почти 9-годишният Леополд, престолонаследник и херцог на Брабант, вдига температура след падане в езерото в парка на Лакен. Състоянието му се влошава бързо, лекарят го диагностицира с остър перикардит. През лятото се подобрява, но кашлицата му продължава. Лекарят извърша операция на сливиците и след нея Леополд заминава за Остенде, за да се възстанови. Кралица Мария Хенриета се изолира, за да си почине, докато крал Леополд II, зает с държавните дела, и двете му дъщери остават в Лакен. През август Леополд се връща в Лакен болен от воднянка. През септември състоянието му се подобрява видимо, но после силно се влошава и на 22 януари 1869 г. момчето умираВ мемоарите си Стефани споделя последиците от това и цялото ѝ детство е белязано от този траур. .
В началото на 1871 г. в Брюксел бушуват епидемии от тиф и едра шарка. Кралицата, без да се притеснява от зараза, помага на нуждаещи се семейства. На 10 април Стефани, която още не е навършила седем години, се разболява от тиф за ужас на родителите си, които се страхуват, че още едно дете ще умре. В продължение на много седмици момичето е в безсъзнание, с температура и силни болки. Близките ѝ я подготвят за смъртта. Баща ѝ често я посещава, а майка ѝ и вярната бавачка от немски произход Тони Шарири, наета скоро след раждането на Стефани, плачат до леглото ѝ. Принцесата бива спасена само от грижите на неизвестен арденски лекар, с когото кралската двойка се консултира, който препоръчва студени бани. Температурата спада и през октомври Стефани оздравява. След възстановяването на дъщеря им, Леополд II и Мария Хенриетя водят нея и сестра ѝ Луиз в Биариц, като по пътя спират в Париж.
Леополд храни надежда за втори син, но след един спонтанен аборт през март 1871 г. кралицата ражда трета дъщеря – Клементин на 30 юли 1872 г., последното дете в семейството. Стефани разказва за настъпилото отчуждение на родителите си в мемоарите си Леополд II губи интерес към семейството си и насочва вниманието си към прословутата Свободна държава Конго, която е негово лично владение, а не белгийска колония, и чрез безмилостна експлоатация на ресурсите ѝ натрупва огромно лично състояние. Той пренебрегва семейството си и заради любовници – има толкова много скандални връзки, че е известен на своите поданици като Le Roi des Belges et des Belles („Кралят на белгийците и на красавиците“).

### Образование
От 1874 г. Стефани (която дотогава има бавачка, виенчанката Антоанета Полстерер) преминава под опеката на гувернантката на сестра си Луиза, мадмоазел Льогран. Образованието ѝ започва на 10-годишна възраст; обучава се при учители по френски, английски, немски, холандски и унгарски език, като същевременно се преподават и математика, конна езда, история, история на изкуството, религия, ботаника и реторика. Нивото на образование на принцесите обаче не е много високо.
Двете принцеси Стефани и Луиза са възпитавани строго: стават рано сутрин, през лятото в пет, през зимата в шест часа. По време на тоалета се изисквала абсолютна тишина; всяко нарушение на това правило води до строго наказание. Обличат се и се сресват сами. За да ги закалят, прозорците на спалнята им стоят отворени лете и зиме. Луиз и Стефани трябва сами да бършат праха в стаята си. Понякога по време на закуска виждат краля и кралицата. На тяхната маса, украсена с цветя, стоят сладкиши, които принцесите нямат право да вкусват. Когато кралят влиза в трапезарията, принцесите стават и се покланят, преди да целунат ръката му, която след това той слага на главите им, без да каже дума. Празничните дни Великден, Свети Никола и Коледа са единствените дни, когато децата са глезени.

## Годеж и брак
По-голямата сестра Луиза се омъжва през 1875 г. за принц Филип Сакс-Кобург и Гота, австрийски офицер и приближен на кронпринца на Австро-Унгарската империя Рудолф, и заминава за Австро-Унгария. Стефани продължава обучението си и с готовност се грижи за по-малката си сестра Клементин.
През зимата на 1878 – 1879 г., на път за Лондон, императрица Елизабет Австрийска (известна като „Сиси“), майка на Рудолф, спира в Брюксел, където ѝ представят 14-годишната Стефани. Слуховете за евентуална женитба вече се носят в Европа. Леополд II и Мария Хенриета се надяват да омъжат втората си дъщеря за настоящ суверен или престолонаследник. Първият кандидат е испанският крал Алфонсо XII, но той почти веднага е отхвърлен. Стефани чува за Рудолф за първи път в час по литература от своята икономка Фани Бросел. След като прочитат историята на Вилхелм Тел, учителката дава пример за силата и величието на Хабсбургската династия с гравюра от списание, изобразяваща Рудолф в ловен костюм. Така Стефани виждаа за първи път бъдещия си годеник.
През март 1880 г. Рудолф пристига в белгийския двор по покана на Леополд II. След като се среща с 15-годишната Стефани, той пише на майка си, че е намерил това, което търси, отбелязвайки, че тя е „хубава, добра и умна“. Тя обаче не е първият избор на Рудолф като потенциална булка: преди това е отказал принцеса Матилда Саксонска, както и няколко инфанти от Португалия и Испания. Според него Стефани е една от малкото католически принцеси, които отговарят на критериите на баща му император Франц Йосиф I, на които трябва да отговаря бъдещата кронпринцеса. Под натиска на родителите си да се ожени възможно най-скоро, Рудолф одобрява Стефани и на 5 март иска ръката ѝ.
Реакцията на родителите му е смесена. Императрица Елизабет е доста разочарована от неравенството в произхода на младите: белгийската монархия датира едва от 1830 г. и не може да се сравнява с Хабсбургите по старшинство. Император Франц Йосиф I обаче е доволен. Стефани описва в своите мемоари как е научила за своя брак на 5 март.  Официалният годеж е на 7 март 1880 г., когато Стефани още не е навършила 16 години. Рудолф пристига в Брюксел, придружен от официална свита от 21 души и настоящата си любовница. На своя учител престолонаследникът доверява: „Скоро ще започне нов живот за мен и трябва да призная, че това малко ме тревожи“.
Рудолф е на 21 години по време на годежа. Обявен за пълнолетен на 19 години, той вече поддържа собствен двор в Пражкия замък. През 1879 г. поема командването на пехотен полк – длъжност, която много харесва. Той е приятел с Луиза, тъй като Филип Сакс-Кобург и Гота е приятел на Рудолф, и тя го насърчава да се ожени за по-малката ѝ сестра. В очакване на установяването ѝ в австрийския двор майката Мария Хенриета предупреждава Стефани: „Избягвайте Луиза и ако я видите, вразумете я, дайте ѝ добър пример. Тя е много несериозна."
Рудолф често е подложен на промени в настроението и внезапно преминава от състояние на меланхолия към експанзивна радост. Много млад, той става бонвиван и се отдава на морално разпуснато поведение. Бракът би трябвало да сложи край на аферите му. Графиня Мария-Луиза фон Лариш-Валерзее, племенница на императрица Елизабет, заявява за бъдещата годеница на Рудолф: „Предварително съжалихме бедната принцеса, която щеше да има честта да бъде избрана“.
Подготовката за сватбата изпълва с гордост крал Леополд II. Към зестрата на булката от 100 000 флорина австрийският император добавя 148 000 гулдена плюс годишна сума от 100 000 флорина за продължителността на брака. Сгодена, Стефани заминава за Виена, за да научи етикета на императорския двор, и за това трябва да присъства на всички официални приеми и вечери до сватбата си, насрочена за 15 февруари 1881 г. Датата на сватбата обаче се отлага, тъй като Стефани все още не е достигнала полова зрялост и за известно време се завръща у дома.
Бракът най-накрая е сключен на 10 май 1881 г., няколко дни преди 17-ия рожден ден на Стефани, в църквата „Свети Августин“ във Виена. За белгийските и австрийските суверени са подредени под балдахин четири трона. На тържествата присъстват чуждестранни принцове (сред които бъдещият английски крал Едуард VII и неговият племенник, бъдещият германски император Вилхелм II), членове на императорското семейство, членове на дипломатическия корпус и рицарите на ордена „Златното руно“. Църквата е толкова препълнена, че сватбеното шествие е затруднено в движението си. Стефани описва преживяванията си в мемоарите си.

## Живот във Виена
След брачната нощ, за която Стефани в личните си писма разкрива на сестра си, че е била изпълнена с насилие от Рудолф, вече психически нестабилна, двойката е на меден месец в Лаксенбург извън столицата. Стефани е подложена на разпит от новото си семейство: във Виенския двор тя трябва да прекарва по-голямата част от времето си с тях – разходки, плаване с кану, партита организирани с много от членове на Камарата на Хабсбургите. Нейната свекърва, императрица Елизабет, я кръщава „отвратителната дромадерка“; обаче Стефани започва да се наслаждава на новата си позиция. По време на официално посещение в Унгария през май 1881 г. тя получава овации и започва да вижда предимствата на положението си.
Както във всеки династичен брак, където политическите интереси на двете суверенни домове имат предимство, съществуването на романтични чувства в двойката никога не е доказано, но връзката на младите съпрузи в началото се основава на уважение и взаимна привързаност. Съпрузите си дават прякори съответно: „Коко“ за Рудолф и „Косез“ за Стефани. Тяхното разбирателство било истинско; Стефани описва Рудолф като „образцов съпруг“ и добавя, че те се разбират чудесно, което я прави щастлива. Въпреки това Стефани разказа, че Рудолф е бил подозрителен, когато тя го придружава. Не ѝ е било позволено да напуска двореца и е оставала под строго наблюдение, така че тя се е възползвала от възможността да се посвети на рисуване.
От октомври 1881 г. Стефани замества императрицата на официални приеми. Именно тя, по молба на свекърва си, придружава императора и престолонаследника при официални пътувания и приема чуждестранни владетели на посещение в двора. Тя влиза в балните зали под ръка с тъста си и е домакиня на официалните вечери. Щастлива да бъде освободена от „официалните задължения“, императрица Елизабет се оттегля от двора, докато Рудолф все повече се откъсва от жена си, към която изпитва все по-малко чувства.
През есента на 1881 г. Стефани заявява, че е бременна, но се оказва фалшива тревога. След това разочарование през пролетта на 1883 г. бременността на принцесата е потвърдена, което носи радост на императора. След това съобщение Рудолф отново става внимателен към съпругата си. И Стефани, и Рудолф са сигурни, че ще бъде момче; те дори говорят за бъдещото дете като за „Вацлав“ – чешко име, отразяващо симпатиите на престолонаследника към славянското население на Австро-Унгарската империя.
На 8 август кралица Мария Хенриета посещава дъщеря си в навечерието на раждането. Стефани не се осмелява да говори за брачните си проблеми с майка си. Подготовката за княжеското раждане следва протокола: молитви в църквите и излагане на Светото причастие в църквите на императорските дворци. На 2 септември в комплекса на замъците Лаксенбург Стефани ражда дъщеря, Елизабет Мария, известна като „Ержи“ (съкратено от Erzsébet, унгарската форма на Елизабет). Император Франц Йосиф I щедро обсипва младата майка и семейството ѝ с подаръци. Когато съобщават пола на детето на Рудолф, той не скрива разочарованието си, че не е получил наследник на Австро-Унгарската империя, но свиква с ролята си на баща и дава в кореспонденцията си много подробности за новороденото момиче.
Докато Стефани процъфтява в новата си роля на майка, това раждане бележи началото на дълбоки брачни трудности. Те кулминират в неочакваната смърт на Рудолф на 30 януари 1889 г., когато телата на кронпринца и баронеса Мери фон Ветсера са открити простреляни в ловната хижа на принца в Майерлинг.

## Втори брак и живот в Унгария
Император Франц Йосиф I и крал Леополд II от Белгия планират да омъжат отново Стефани за ерцхерцог Франц Фердинанд, престолонаследник след смъртта на Рудолф. Последният обаче има други планове за брак с графиня Софи Хотек фон Вогнин, придворна дама от двора на Хабсбургите.
От своя страна Стефани планира да се омъжи за аристократ: граф Елемер Лоняй де Наги-Лоня и Васарош-Намени (Elemér Lónyay), унгарски благородник от по-нисък ранг, от протестантска вяра и една година по-възрастен от нея. След като завършва право в Будапеща, той постъпва на дипломатическа служба. През 1886 г. е назначен за съветник в различни легации. Работи в Букурещ, след това в Санкт Петербург и Брюксел. През 1890 г. става императорски и кралски камерхер в австрийския двор. Повишен до секретар на посолство през 1892 г., той работи в Санкт Петербург, Париж, Лондон и Щутгарт. След това взема едногодишен отпуск, за да пътува до Африка и средиземноморските страни. През 1895 г. той придружава ерцхерцог Луи Виктор като член на имперската делегация по време на коронацията на цар Николай II в Санкт Петербург. През 1896 г. той и брат му Габор получават графска титла. През 1897 г. той подава оставка и се пенсионира от държавна служба. За да може да се ожени за Стефани, той приема католицизма. Стефани не посмява да предупреди баща си за плановете си за брак. Тя избира да се обърне с писмо през октомври 1899 г. до кралица Виктория, която да я подкрепи. Кралят на Белгия обаче отказва дъщеря му да се омъжи за мъж от по-нисък ранг. Стефани пише: „Баща ми ми отговори най-сурово и грубо, че ми отказва съгласието си. Писмото на кралица Виктория не постигна целта. Той ѝ отговорил, като дори намекнал, че е по-добре да не се намесва в неща, които не я засягат." Белгийското кралско семейство, обидено, че Стефани не говори с тях относно брачните си проекти, прекъсва всякакви отношения с дъщеря си и ѝ забранява да се връща в Белгия. Леополд II дори планира да ѝ отнеме титлата „кралско височество“, но юристите го разубеждават. Кралят забранява на най-малката си дъщеря Клементина да си пише със Стефани и заплашва да премахне годишната ѝ рента от 50 000 франка, въпреки че Франц Йосиф I го съветва да не го прави.
След единадесет години вдовство на 22 март 1900 г. в замъка Мирамаре Стефани се омъжва за граф Елемер Лоняй. Императорът неохотно дава разрешението си, но Стефани загубва ранга си и императорските си титли, макар че дъщеря ѝ Елизабет Мария остава във Виена под настойничеството на дядо си. Свитата на бившата кронпринцеса е разпусната, всички нейни членове са уволнени, но някои от тях биват назначени на служба при дъщеря ѝ. Покровителствата, упражнявани от Стефани, са оттеглени и ѝ е отпусната годишна пенсия от 100 000 гулдена. Новият ѝ съпруг има годишен доход от 50 000 гулдена. Австрийската преса, и по-специално списанието „Пресе“, вижда в този брак „прекрасен романтизъм, който принцесата демонстрира.“ Новите съпрузи първоначално се установяват във Виена.
През януари 1906 г. Стефани и Елемер купуват имението Русовце близо до Братислава (днес в Словакия), където се установяват за постоянно. Сградата в неокласически стил е разположена на площ от над 2400 хектара, сред парк в английски стил, засаден с лилави буки, сребристи ели и множество декоративни видове, който се простира по двата бряга на река Дунав. Те приемат много гости, включително ерцхерцог Франц Фердинанд и неговата морганатична съпруга, все още остракизирани от двора във Виена, и писатели като пацифистката Берта фон Зутнер. Налага се ремонт на резиденцията, която се състояла от 200 стаи. Елемер излага своите художествени колекции, включително антични мебели, картини на стари и съвременни майстори, както и скъп порцелан. Стефани и съпругът ѝ създават три градини: розова градина, алпийска градина и още една с холандска тематика. Стефани е едновременно господарка, домакиня, управител на имението и градински архитект.

## Последни години и смърт
Докато са със задоволително здраве, Стефани и Елемер пътуват и се срещат с различни владетели в изгнание: сваления цар Фердинанд I от България и императрица Зита. Те се срещат с последния в Испания, а след това в Белгия, където Фердинанд е заточен от 1930 г. Постепенно се оттеглят в имението си, където водят по-уединен живот, прекъсван от религиозни занимания. Сред най-близките им познати от 1944 г. е техният свещеник Геза Карсай, германист, университетски професор и монах от абатство Панонхалма. През юли 1944 г. Стефани съставя завещанието си. Тя лишава от наследство дъщеря си, която се е развела с принц Ото фон Виндиш-Грец, за да живее с Леополд Пецнек, социалдемократ и депутат от Долна Австрия, и завещава цялото си недвижимо имущество на Бенедиктинския орден. В замяна на това бенедиктинците поемат задължение да покриват всички дългове на Елемер и да управляват техните имоти. 1944 донася нови притеснения на Стефани и нейния съпруг, защото германската армия иска да реквизира резиденцията им за военна болница, но проектът е отхвърлен в последния момент. През есента Едмунд Веезенмайер, командир на град Будапеща, се настанява в Русовце, придружен от голям щаб. Веезенмайер започва да претърсва всички архиви в къщата и конфискува документи от историческо естество, като писма от престолонаследника Рудолф. Стефани и Елемер са принудени да живеят само в няколко стаи, защото военните окупират по-голямата част от замъка. В края на март 1945 г. германците се оттеглят пред настъпващата Червена армия. На 2 април 1945 г. Червената армия, току-що започнала последно настъпление, отблъсквайки германците близо до езерото Балатон, достига до имението Русовце. През първите седмици на съветската окупация семейство Лоняй предпочитат да останат вкъщи с няколко слуги. През май обаче Стефани (страдаща от сърдечно заболяване) и нейният съпруг напускат резиденцията, за да потърсят убежище в абатство Панонхалма, защитено от Международния комитет на Червения кръст. Три месеца по-късно, на 23 август 1945 г., Стефани умира там от инсулт на 81 години. Нито дъщеря ѝ, нито някой от нейните потомци присъства на погребението ѝ. Тя е погребана в криптата на Панонхалма. Елемер я надживява с по-малко от година, умира на 29 юли 1946 г. и е погребан до нея.

## Титли
При раждането си Стефани е титулувана принцеса на Сакс-Кобург и Гота и херцогиня на Саксония, с обръщение „кралско височество“ и носи неофициалната титла принцеса на Белгия, която е официално уредена с кралски указ от 14 март 1891 г.
- 21 май 1864 – 10 май 1881: Нейно кралско височество принцеса Стефани от Сакс-Кобург и Гота, херцогиня на Саксония
- 10 май 1881 – 30 януари 1889: Нейно императорско и кралско височество принцеса на Австрия, Унгария, Бохемия и Хърватия
- 30 януари 1889 – 22 март 1900: Нейно императорско и кралско височество вдовстваща принцеса на Австрия, Унгария, Бохемия и Хърватия
- 22 март 1900 г. – 28 януари 1917 г.: Нейно кралско височество принцеса Стефани, графиня Елемер Лоняй де Наги-Лоня
- 28 януари 1917 г. – 23 август 1945 г.: Нейно кралско височество принцеса Елемер Лоняй де Наги-Лоня.

### Цитирана литература
- de Belgique, Louise. Autour des trônes que j'ai vu tomber.   Paris, Éditions Albin Michel, 1921. ISBN 978-2-87106-192-2.
- de Belgique, Stéphanie. Je devais être impératrice: Mémoires des filles de Léopold II.   Brussels, Le Cri – Preface by Georges-Henri Dumont, 2003. ISBN 978-2-87106-324-7.
- de Windisch-Graetz, Ghislaine. L'archiduchesse rouge: La vie d'Élisabeth-Marie, orpheline de Mayerling 1883 – 1963.   Paris, Duculot, 1990. ISBN 978-2-8011-0881-9.
- Defrance, Olivier. Louise de Saxe-Cobourg: Amours, argent, procès.   Brussels, Racine, 2001. ISBN 978-2-87386-230-5.
- de Golesco, Hélène, de Weisme, Augustine. Marie-Henriette, reine des Belges.   Brussels, La Renaissance du livre, 1944.
- Enache, Nicolas. La descendance de Marie-Thérèse de Habsburg.   Paris, Éditions L'intermédiaire des chercheurs et curieux, 1999. ISBN 978-2-908003-04-8.
- Kerckvoorde, Mia. Marie-Henriette: une amazone face à un géant.   Brussels, Racine, 2001. ISBN 2-87386-261-0.
- Schiel, Irmgard. Stéphanie princesse héritière dans l'ombre de Mayerling.   Gembloux, Duculot, 1980. ISBN 978-3-421-01867-0.

|  | Тази страница частично или изцяло представлява превод на страницата Princess Stéphanie of Belgium в Уикипедия на английски. Оригиналният текст, както и този превод, са защитени от Лиценза „Криейтив Комънс – Признание – Споделяне на споделеното“, а за съдържание, създадено преди юни 2009 година – от Лиценза за свободна документация на ГНУ. Прегледайте историята на редакциите на оригиналната страница, както и на преводната страница, за да видите списъка на съавторите. ВАЖНО: Този шаблон се отнася единствено до авторските права върху съдържанието на статията. Добавянето му не отменя изискването да се посочват конкретни източници на твърденията, които да бъдат благонадеждни. |